# Cadena de comandament
"Cadena de comandament" (títol original en anglès "Chain of Command") és un episodi en dues parts que es va emetre com els episodis 10è i 11è de la sisena temporada de la sèrie de televisió de ciència-ficció estatunidenca Star Trek: La nova generació, i el 136è i 137è de tota la sèrie. Foren dirigits per Robert Scheerer i Les Landau.
Ambientada al segle XXIV, la sèrie segueix les aventures de la tripulació de la nau de la Flota Estel·lar de la Federació Enterprise-D sota el comandament del capità Jean-Luc Picard. En aquest episodi, [Jean-Luc Picard]] és rellevat del comandament de l'«Enterprise» i reassignat per liderar una missió encoberta, mentre que el seu substitut és assignat a tractar obertament amb els cardassians. La segona part de l'episodi destaca per la intensa actuació de Patrick Stewart i la seva representació d'escenes brutals de tortura i interrogatori. L'episodi ha estat classificat sovint entre els deu millors de «La nova generació».
Aquest episodi compta amb les actuacions convidades de Ronny Cox com a capità Jellico i David Warner com a Gul Madred. Una escena que ret homenatge a la novel·la 1984 és coneguda per un concurs de voluntats entre Picard i Madred sobre la percepció de la realitat sota coacció (veure quatre llums contra cinc). Tots dos episodis van ser els últims de La nova generació que es van emetre abans del seu spin-off, Deep Space Nine, estrenat el gener de 1993. Com a tal, "Cadena de comandament" revisita la situació política cardassiana que condueix a Deep Space Nine, on l'espècie juga un paper crucial.
El personatge d'Edward Jellico, que es va introduir en aquest episodi, tornaria més tard com a personatge recurrent a Star Trek: Prodigy, on s'ha convertit en un almirall d'alt rang de la Flota Estel·lar.
La nau de Jellico, l'USS Cairo, es va informar més tard que havia estat destruïda a l'episodi de Star Trek: Deep Space Nine "In the Pale Moonlight". A l'episodi de Star Trek: Prodigy "The Fast and the Curious", el Medusan Zero troba les restes en un planeta del Quadrant Delta.

## Argument

### Part I
Jean-Luc Picard (Patrick Stewart), Worf (Michael Dorn), i Beverly Crusher (Gates McFadden) són assignats per la Flota Estel·lar en una missió encoberta per buscar i destruir una instal·lació d'armes biològiques cardassianes al seu món fronterer, Celtris III. En lloc de Picard, la Flota Estel·lar assigna el capità Edward Jellico (Ronny Cox), que té un estil de comandament molt diferent del que la tripulació de la Nau estel·lar Enterprise, en particular William Riker (Jonathan Frakes), està acostumada. Sota el comandament de Jellico, l'"Enterprise" patrulla la frontera prop de Minos Korva, un planeta estratègicament important de la Federació, i manté tenses negociacions amb representants cardassians sobre el destí del planeta.
Després d'un entrenament intensiu a la holocoberta, Picard, Worf i Crusher arriben discretament a Celtris III i s'infiltren a la base. Tanmateix, no troben cap rastre d'armes biològiques i, sospitant que hi ha una trampa, intenten fugir. Worf i Crusher escapen, però Picard és fet presoner i portat a Gul Madred (David Warner), qui l'informa que Celtris III era una trampa dissenyada per capturar Picard.

### Part II
Madred utilitza diversos mètodes de tortura, com ara la privació sensorial, el bombardeig sensorial, la nuesa forçada, les postures d'estrès, la deshidratació, la inanició, el dolor físic i la humiliació cultural per intentar obtenir coneixement dels plans de la Federació per a Minos Korva. Picard es nega a reconèixer la demanda d'informació de Madred. Madred intenta una altra tàctica per trencar la voluntat de Picard: mostra al seu captiu quatre llums brillants i exigeix que Picard respongui que n'hi ha cinc, infligint-li un dolor intens si no hi està d'acord.
Mentrestant, els cardassians informen a la tripulació de l'"Enterprise" que Picard ha estat capturat. Jellico es nega a reconèixer que Picard estava en una missió de la Flota Estel·lar, una admissió necessària perquè Picard rebi els drets d'un presoner de guerra en lloc de ser sotmès a tortura com a terrorista. Això porta a una acalorada discussió entre Jellico i Riker, que acaba amb Jellico rellevant Riker del càrrec i assignant Data com a primer oficial. La Forge detecta residus d'una nebulosa propera al casc de la nau de la delegació cardassiana, i Jellico sospita que una flota cardassiana pot intentar utilitzar la cobertura de la nebulosa per llançar un atac contra Minos Korva. Jellico determina que el seu millor curs d'acció és col·locar mines a través de la nebulosa utilitzant una llançadora. Tanmateix, Riker és el pilot més qualificat per a la missió. Jellico visita Riker a les seves estances, on critica francament el rendiment de Riker com a primer oficial i Riker fa el mateix pel seu estil de comandament. Jellico demana, en lloc d'ordenar, a Riker que piloti la llançadora. Riker hi accedeix, i ell i La Forge col·loquen amb èxit el camp de mines. Jellico tilitza l'amenaça del camp de mines per obligar els cardassians a desarmar-se i retirar-se, però no abans d'alliberar Picard.
Amb la notícia del fracàs dels cardassians a assegurar-se Minos Korva, Madred intenta una última estratègia per trencar Picard, afirmant falsament que els cardassians han pres el planeta i que l'"Enterprise" va ser destruïda a la batalla. Ofereix a Picard una opció: romandre en captivitat la resta de la seva vida o viure còmodament admetent que veu cinc llums. Mentre Picard considera momentàniament l'oferta, el delegat en cap cardassià entra a l'habitació i informa a Madred que "una nau l'espera per portar-lo de tornada a l'"Enterprise". Picard s'adona que ha estat enganyat. Quan Picard és alliberat dels seus lligams i a punt de ser endut, es gira cap a Madred i crida desafiant: "Hi ha "quatre" llums!". Picard és retornat a la custòdia de la Federació i reincorporat com a comandant de l'"Enterprise". Picard admet en privat a la consellera Troi (Marina Sirtis) que es va salvar just a temps, ja que en aquell moment estava prou trencat per estar disposat a dir o fer qualsevol cosa per aturar la tortura, i al final, realment creia que podia veure cinc llums.

## Repartiment i doblatge al català
La sèrie va ser doblada al català pels estudis Tramontana (primera part) i Soundtrack (segona part) i emesa a TV3 l’any 1991. Els dobladors de l'episodi foren:
| Personatge            | Actor/actriu         | Veu en català      |
| --------------------- | -------------------- | ------------------ |
| Jean-Luc Picard       | Patrick Stewart      | Joan Crosas        |
| William Riker         | Jonathan Frakes      | Antoni Forteza     |
| Data                  | Brent Spinner        | Joaquim Sota       |
| Geordi La Forge       | LeVar Burton         | Aleix Estadella    |
| Worf                  | Michael Dorn         | Enric Arquimbau    |
| Beverly Crusher       | Gates McFadden       | Aurora Garcia      |
| Deanna Troi           | Marina Sirtis        | Alicia Laorden     |
| Capità Edward Jellico | Ronny Cox            | Joan Massotkleiner |
| DaiMon Solok          | Lou Wagner           | Gal Soler          |
| Gul Lemek             | John Durbin          | Francesc Figuerola |
| Gul Madred            | David Warner         | Jordi Vilaseca     |
| Jil Orra              | Heather Lauren Olson | Maria Josep Guasch |

## Producció

### Guió
"Hi ha quatre llums!" 
L'escriptor Frank Abatemarco va consultar recursos compilats per Amnistia Internacional sobre els mètodes, la psicologia i els supervivents de la tortura.
La prova de Madred d'utilitzar quatre llums és un homenatge a 1984 de George Orwell, en què O'Brien tortura Winston Smith fins que Smith admet que veu cinc dits quan O'Brien només té quatre.

### Càsting
Warner i Stewart van treballar junts per primera vegada en una producció de Hamlet el 1965. Warner va elogiar Stewart, que en aquell moment estava a les primeres etapes de la seva carrera shakespeariana. Warner havia aparegut anteriorment com a personatges diferents en dues pel·lícules de Star Trek: St. John Talbot a Star Trek: L'última frontera i Chancellor Gorkon a Star Trek VI: The Undiscovered Country. L'actor que inicialment va ser escollit per interpretar Gul Madred a "Cadena de comandament" va abandonar el projecte amb poca antelació, i amb només uns dies abans de la producció, la Warner no va tenir l'oportunitat d'aprendre's els seus diàlegs. Els seus diàlegs estaven escrits en pissarres perquè els llegís en veu alta a mesura que avançava. Preferia el personatge de Madred a qualsevol dels seus personatges anteriors de "Star Trek" per les escenes amb Stewart, que va qualificar de "meravelloses".

## Recepció
Aquest episodi de dues parts ocupa el desè lloc a la llista dels deu millors episodis de "Star Trek: La nova generació" d'Entertainment Weekly. Variety va classificar "Cadena de comandament, Part I" i "Cadena de comandament, Part II" com el sisè millor episodi (comptant els dos episodis com un) de Star Trek: La nova generació.
El 2013, Slate va classificar "Cadena de comandament" com un dels deu millors episodis de la franquícia.
El 2014, Io9 el va classificar com l’11è millor episodi de Star Trek.
In 2015, The Hollywood Reporter va assenyalar l'escena d'aquest episodi on Picard crida "Hi ha quatre llums", com un dels deu moments "més impressionants" de Star Trek: La Nova Generació.
El 2016, Radio Times va qualificar l'escena "hi ha quatre llums" amb Picard com l'onzena millor escena de tot Star Trek, incloses les pel·lícules i la televisió. Van elogiar les contribucions de David Warner i Patrick Stewart a Star Trek. Assenyalen que David Warner havia interpretat anteriorment un paper a la pel·lícula de 1991 Star Trek VI: The Undiscovered Country. El 2016, CNET va assenyalar que "Cadena de comandament" va ser classificat com un dels deu millors episodis de tots els episodis de Star Trek en una classificació basada en l'audiència a la convenció del 50è aniversari de Star Trek. El 2016, The Washington Post va classificar l'episodi en dues parts "Cadena de comandament" com el cinquè millor episodi de tots els Star Trek. Assenyalen escenes famoses, com ara quan Picard (Patrick Stewart) és torturat per un cardassià després de ser capturat, però també el capità Jellico (Ronny Cox) lluitant per comandar la tripulació de l'"Enterprise".
Empire va classificar "Cadena de comandament" (Parts I i II) en el lloc 16 dels cinquanta millors episodis de tot Star Trek el 2016. En aquell moment, hi havia aproximadament 726 episodis i una dotzena de pel·lícules estrenades.
El 2016, IGN va classificar "Cadena de comandament" (Parts I i II) com el 13è millor episodi de totes les sèries Star Trek.Destaquen les actuacions de les estrelles convidades Ronny Cox, com l'autocràtic capità Jellico, i David Warner com el cardassià Gul Madred. Destaquen la doble línia d’història de Jellico intentant comandar la tripulació de l'Enterprise-D, i Picard suportant un interrogatori brutal.
El 2017, Den of Geek va incloure l'episodi en dues parts "Cadena de comandament" com una de les seves 25 recomanacions de veure Star Trek: La nova generació. Un diari regional de Cleveland, Ohio, va classificar 25 dels millors episodis de Star Trek abans de Star Trek: Discovery, i va incloure "Cadena de comandament" com el cinquè més gran del 2017. El 2017, Den of Geek va classificar l'actuació de David Warner com a Gul Madred com la segona millor actuació com a actor convidat a Star Trek: La nova generació, per la seva actuació a "Cadena de comandament". Expliquen que David Warner ofereix una "...actuació tranquil·la i mesurada", que segons ells "encaixa perfectament amb Picard que s'esfondra lentament". La interacció entre Gul Madred i el capità Picard va ser considerada com "una de les confrontacions més memorables de Star Trek."
El 2017, Nerdist va classificar aquest(s) episodi(s) com el sisè millor episodi de Star Trek: La nova generació.
El 2018, CBR va classificar "Cadena de comandament" (Parts I i II) com la cinquena millor saga episòdica de tot Star Trek, entre "Totes les coses bones..." com a número 6 (el final de Star Trek: La nova generació) i "In a Mirror, Darkly" de Star Trek: Enterprise (núm. 4). El 2018, Entertainment Weekly va classificar "Cadena de comandament" com un dels deu millors moments de Jean-Luc Picard.
Un personatge d'aquest episodi, el capità Jellico, va ser classificat com el 68è personatge més important de la Flota Estel·lar dins de l'univers de ciència-ficció Star Trek per Wired. TheGamer va classificar el capità Jellico com el 14è millor capità de Star Trek. El 2018, Tom's Guide va classificar "Cadena de comandament" (Parts I i II) com un dels 15 millors episodis amb Picard.
El juny de 2019, Screen Rant va assenyalar "Cadena de comandament" com el segon millor episodi de tots els 755 episodis de Star Trek fins aleshores. Destaquen el capità Jellico al comandament de l'«Enterprise-D» i el capità Picard intentant suportar un brutal interrogatori cardassià. L'actuació de Patrick Stewart com a Picard captiu és especialment elogiada, i es destaca la història com una mostra de l'esperit humà contra les mentides i l'adversitat. El 2019, també van classificar "Cadena de comandament" com el vuitè millor episodi de «Star Trek: La nova generació».
El maig de 2019, The Hollywood Reporter va classificar Cadena de comandament" (Parts I i II) entre els vint-i-cinc millors episodis de Star Trek: La nova generació.
El 2019, IGN va recomanar veure les dues parts de "Cadena de comandament" com a fons per a una altre sèrie de l'univers Star Trek, Star Trek: Picard; un programa que també presentarà el mateix personatge que en aquest episodi, Picard. Destaquen una trama que aborda les lluites de les persones amb la burocràcia, el mal lideratge i el sofriment. Destaquen les actuacions de Ronny Cox com a capità Jellico i la brutal presentació de David Warner. com l'interrogador alienígena cardassià Gul Madred. Observen la lluita entre els personatges de Picard i Madred, i la seva batalla per la veritat contra la informació sobre la Federació.
El 2020, Vulture va recomanar aquesta com una de les millors Star Trek per veure juntament amb Star Trek: Picard.
El 2021, Robert Vaux, escrivint per a CBR, va dir que aquest era el punt àlgid de la sisena temporada i va destacar el personatge cardassià de David Warner.

## Llançaments
L'episodi es va publicar com a part de la caixa de la sisena temporada de Star Trek: La nova generació DVD als Estats Units el 3 de desembre de 2002.  Una versió remasteritzada en HD es va publicar en disc òptic Blu-ray el 24 de juny de 2014.
"Cadena de comandament" es va estrenar al Regne Unit en format PAL LaserDisc el 7 d'abril de 1997. L'episodi es va publicar en un disc òptic de 12" de doble cara amb una durada de 88 minuts.
També va ser un dels episodis inclosos a la caixa antològica de DVD Star Trek Fan Collective - Captain's Log; la caixa també inclou els episodis de TNG "En teoria" i "Darmok", entre altres episodis de la franquícia. La caixa es va publicar el 24 de juliol de 2007 als Estats Units.
"Cadena de comandament" es va incloure en una caixa recopilatòria de Picard publicada el 15 d'octubre de 2019, juntament amb "El bo i millor d’ambdós mons" i les quatre pel·lícules de TNG. El llançament incloïa un reportatge sobre la realització de "Cadena de comandament" i també es poden veure els episodis amb comentaris d'àudio de Ronny Cox, Jonathan West i Mike i Denise Okuda.